# Despoina (księżyc)
Despoina (Neptun V) – trzeci w kolejności od planety księżyc Neptuna, krążący wewnątrz układu jego pierścieni. Nazwa pochodzi od Despoiny, starożytnej bogini arkadyjskiej, córki Posejdona i Demeter.
Despoina została odkryta w lipcu 1989 r. na zdjęciach zrobionych przez sondę Voyager 2. Otrzymała tymczasowe oznaczenie S/1989 N 3.
Despoina ma nieregularny kształt i nie wykazuje śladów jakiejkolwiek modyfikacji geologicznej. Jej orbita znajduje się wewnątrz granicy Roche’a Neptuna, przez co siły pływowe działające na ten księżyc spowodują, że pewnego dnia może on zostać rozerwany, a jego pozostałości zasilą pierścień planety.